# (74142) 1998 QL77
(74142) 1998 QL77 – planetoida z pasa głównego asteroid okrążająca Słońce w ciągu 4,28 lat w średniej odległości 2,64 j.a. Odkryta 24 sierpnia 1998 roku.